# Aulacopris maximus
Aulacopris maximus är en skalbaggsart som beskrevs av Matthews 1974. Aulacopris maximus ingår i släktet Aulacopris och familjen bladhorningar. Inga underarter finns listade.